# Великоходачківська сільська рада
Великохода́чківська сільська́ ра́да — адміністративно-територіальна одиниця та орган місцевого самоврядування в Козівському районі Тернопільської області. Адміністративний центр — село Великий Ходачків.

## Загальні відомості
- Територія ради: 0,996 км²
- Населення ради: 1 392 особи (станом на 2001 рік)

## Населені пункти
Сільській раді були підпорядковані населені пункти:
- с. Великий Ходачків

## Склад ради
Рада складалася з 18 депутатів та голови.
- Голова ради: Павелко Борис Михайлович
- Секретар ради: Войтович Ірина Миколаївна

### Керівний склад попередніх скликань
| Прізвище, ім'я, по батькові | Основні відомості                                                 | Дата обрання | Дата звільнення |
| --------------------------- | ----------------------------------------------------------------- | ------------ | --------------- |
| Антошків Микола Степанович  | Сільський голова, 1948 року народження, безпартійний              | 26.03.2006   | 31.10.2010      |
| Павелко Борис Михайлович    | Сільський голова, 1976 року народження, освіта вища, безпартійний | 31.10.2010   |                 |

Примітка: таблиця складена за даними сайту Верховної Ради України

### Депутати
За результатами місцевих виборів 2010 року депутатами ради стали:

#### За суб'єктами висування
| Суб'єкт висування | Кількість обраних депутатів | %   |
| ----------------- | --------------------------- | --- |
| Самовисування     | 18                          | 100 |

#### За округами
| № округу | Прізвище, ім'я, по батькові      | Дата визнання обраним | Освіта             | Партійна приналежність | Відомості про обраного депутата                             |
| -------- | -------------------------------- | --------------------- | ------------------ | ---------------------- | ----------------------------------------------------------- |
| 1        | Попович Андрій Олександрович     | 24.06.2012            | вища               | позапартійний          | тимчасово не працює                                         |
| 2        | Гуменюк Тарас Іванович           | 02.11.2010            | середня            | позапартійний          | Тернопільське управління магістр. газопровод., слюсар       |
| 3        | Жигальський Юрій Федорович       | 02.11.2010            | вища               | позапартійний          | Тернопільське регіон. відділ. ЗАТ «Українські радіосистеми» |
| 4        | Сірий Петро Павлович             | 02.11.2010            | вища               | позапартійний          | приватний підприємець                                       |
| 5        | Квасниця Віталій Ярославович     | 02.11.2010            | вища               | позапартійний          | Тернопільска ДЕД, бухгалтер                                 |
| 6        | Качунь Петро Дмитрович           | 02.11.2010            | середня            | позапартійний          | тимчасово не працює                                         |
| 7        | Качмарчик Роман Степанович       | 02.11.2010            | вища               | позапартійний          | студент                                                     |
| 8        | Павелко Оксана Олексіївна        | 02.11.2010            | вища               | позапартійна           | тимчасово не працює                                         |
| 9        | Кріль Степан Степанович          | 02.11.2010            | вища               | позапартійний          | тимчасово не працює                                         |
| 10       | Пахолок Олег Богданович          | 02.11.2010            | вища               | позапартійний          | тимчасово не працює                                         |
| 11       | Пахолок Тарас Петрович           | 07.10.2012            | середня спеціальна | позапартійний          | тимчасово не працює                                         |
| 12       | Бабій Володимир Михайлович       | 02.11.2010            | середня            | позапартійний          | ФГ «Бабій»                                                  |
| 13       | Романчук Людмила Ігорівна        | 02.11.2010            | вища               | позапартійна           | тимчасово не працює                                         |
| 14       | Командірська Світлана Степанівна | 02.11.2010            | вища               | позапартійна           | ДП «Фаворит-2», юрист                                       |
| 15       | Буховець Валерій Миколайович     | 02.11.2010            | вища               | позапартійний          | ТНПУ ім. Пулюя, провідний інженер                           |
| 16       | Войтович Ірина Миколаївна        | 04.01.2011            | вища               | позапартійна           | Великоходачківська сільська рада, секретар виконкому        |
| 17       | Олов'янчик Володимир Михайлович  | 02.11.2010            | середня            | позапартійний          | тимчасово не працює                                         |
| 18       | Кушнір Ігор Михайлович           | 02.11.2010            | середня            | позапартійний          | тимчасово не працює                                         |